# 被爆者
被爆者（ひばくしゃ）(英語: Hibakusha)とは、空襲や爆撃による被害を受けた人のことを指す。ここでは主に核爆弾によるものを解説する。
2024年7月1日、厚生労働省が明らかにしたところによれば、2024年3月末で被爆者健康手帳を持つ人、被爆者は10万6825人（対前年比6824人減）、平均年齢は85.58歳で、前年から0.57歳上がった。都道府県別では、広島県　5万1275人、長崎県　2万5966人、福岡県　4311人、東京都　3557人など。

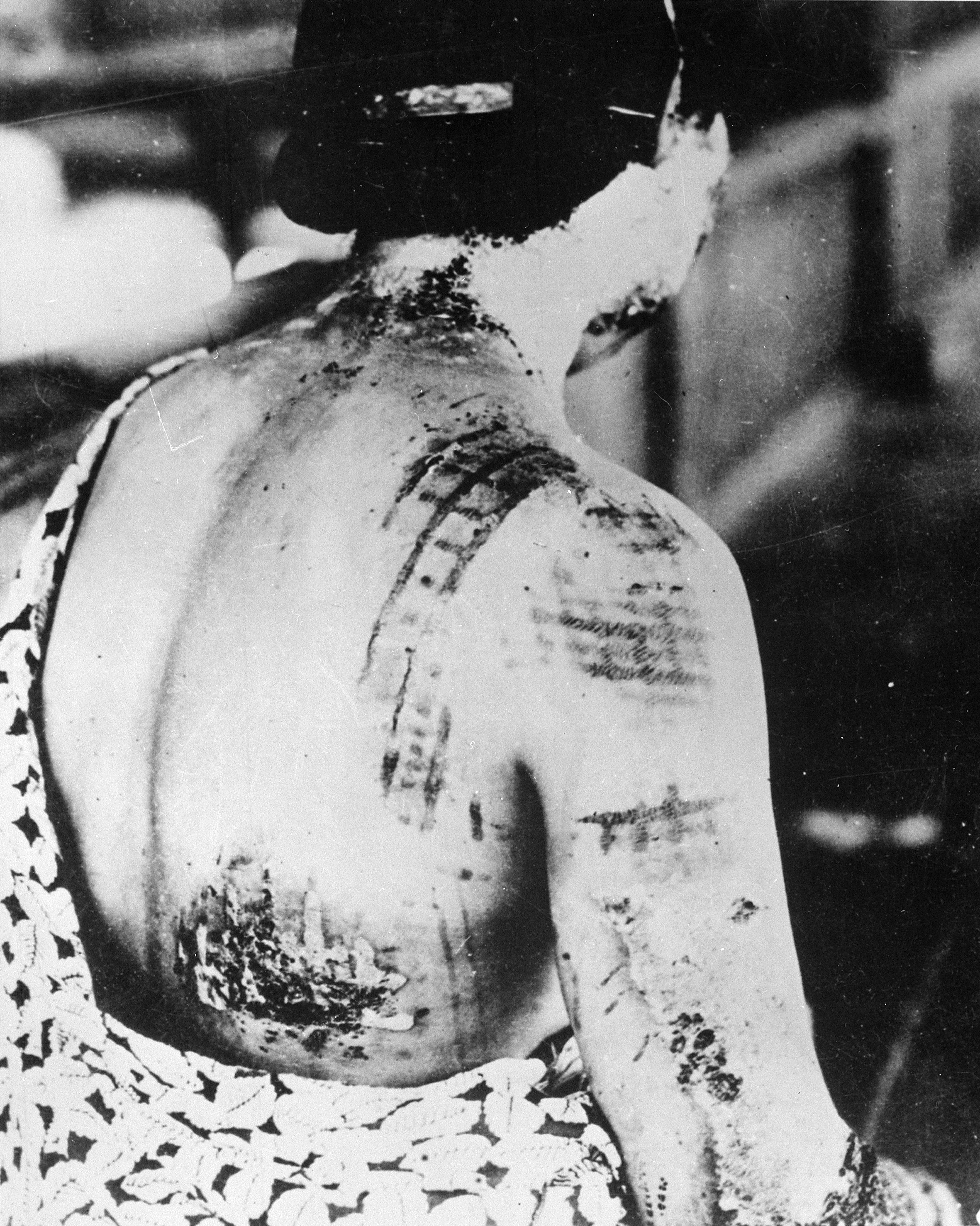
着物の色の濃い所に熱線が集中したため、文様が体に焼き付き火傷した女性。

## 「被爆」とは何か
よく似た言葉に「被曝」があるが、こちらは放射能（放射線）にさらされた場合を指す（詳しくは『被曝』の項目を参照のこと）。厳密にいえば、核爆発による直接の被害を受けた者は「被爆者」、直接の被害は受けず、例えば核爆発被災地に救援などのために立ち入り、そこにある核爆発に伴う残留放射能（放射線）を浴びた者は「被曝者」であるが、今日では便宜上最初の事例を「一次被爆者」、後の事例を「二次被爆者」と呼ぶことが多い。また胎児の時に被爆した者を「胎内被爆者」、被爆者の子孫は「被爆○世」と呼ばれる。また人間だけでなく、被爆した物は以下のように呼ばれている。「被爆建物」、「被爆電車」、「被爆樹木」、「被爆ピアノ」など。

## 健康への影響
核兵器により人間が被爆した場合、火傷などの直接的な外傷とは別に、頭髪の脱毛、皮下出血、歯茎からの出血、鼻血、下痢や嘔吐などの急性放射線症候群や、白血病やがん、骨髄異形成症候群などを発症する可能性が高くなる晩発性の放射線障害が発生する。これらの放射線障害は原爆症と総称される。原爆症の認定審査は厚生労働省の原子爆弾被爆者医療分科会が行っている。日本の法律上の被爆者の定義は、原子爆弾被爆者に対する援護に関する法律（被爆者援護法）に規定される被爆者健康手帳を交付された者をいう。
加齢促進効果は見られないが、被ばく量の過多で白内障およびアテローム性動脈硬化の有病率、免疫に関連した血液中の炎症性蛋白質レベルの変化に差が見られる。
胎内被爆者については、高放射線量を浴びた16週から25週の胎児については知的障害児の誕生頻度が上昇する。それ以外の胎児については有意な変化は見られないとされている。

### 被爆二世
被爆二世とは、両親またはどちらかが被爆者で1946年6月1日（広島被爆）か1946年6月4日（長崎被爆）以降に生まれた人のことをいう。
被爆二世については遺伝的影響はないとの意見が定説となっている。原爆傷害調査委員会（ABCC）による被爆2世に対する調査では、新生児の障害、染色体異常、血中タンパク質の異常などの発生率に差はないと結論された。放射線影響研究所は2007年に、被爆二世への遺伝的な影響は、死産や奇形、染色体異常の頻度、生活習慣病を含め認められないと発表している。厚生労働省健康局総務課はこれらの研究から国会答弁において被爆二世の健康への影響はないと考えられるとしている。
2020年には広島市と長崎市の放射線影響研究所が、被爆者と被爆2世の約900組を対象にゲノム解析を行う準備をしていることを発表した。研究所では、ゲノム解析により深刻な遺伝子変異が見つかる可能性は低いと見ており、差別や偏見に苦しむ被爆者や被爆2世の心的負担を軽減することにもつながる調査であることを示唆している。
一方で被爆二世の健康への影響を疑う意見も存在している。1988年に結成された全国被爆二世団体連絡協議会は、2004年に坂口厚生労働大臣に対して被曝2世、3世に健康に関する不安があり、なんらかの対応を求める請願書を提出した。同会の2006年の総会決議では原爆症と同じ症状で死去した2世が存在すると指摘している。2012年6月3日に長崎原爆資料館で開催された第53回原子爆弾後障害研究会で発表された広島大学の鎌田七男名誉教授らによる広島大学原爆放射線医科学研究所研究グループの長期調査結果報告である「広島原爆被爆者の子どもにおける白血病発生について」においては、被爆二世の白血病発症率は特に両親ともに被爆者の場合に高くなる遺伝的影響があるとされた。鎌田は「これでようやく端緒についた。」と語っている。

### 精神疾患
2006年、NHKが被ばく体験者1300人に対して行った調査によると3割を超える人々にPTSDが疑われるようなトラウマが強く残っており、政府の調査ではPTSDなどの精神疾患と合併症も確認されたことから支援が行われている。

### 偏見・差別
被爆者と二世に関して、一般大衆の無知から結婚や仕事で深刻な差別を受けるケースがある。一部の人間は、伝染性・遺伝病などの危惧から避ける様子が見られる（上記の項目にあるように医学的にそのような疾患は見られない。）。
また、暴力的・精神的ないじめの証言もたびたび見られ、被爆者であることを隠すケースもみられる。さらに、このような偏見・差別は、不快な記憶を彷彿させやすい。

## 関連する法律と救済活動
- 原子爆弾被爆者の医療等に関する法律 ‐ 昭和32年(1957年)に医療支援を行う法律が制定された。
- 原子爆弾被爆者に対する特別措置に関する法律 ‐ 昭和43年(1968年)に健康管理手当の支給等を行う法律が制定された[22]。

上記の法律を一本化したのが、平成6年(1994年)12月の原子爆弾被爆者に対する援護に関する法律(被爆者援護法)である。
- 在外被爆者援護対策（英語版） - 平成14年(2002年)12月5日に大阪高等裁判所の判決から出国した後も助成を受ける資格があるとされ、平成16年(2004年)10月以降支援が開始された[22]。

被爆体験者精神影響等調査研究事業は、平成14年(2002年)から被爆体験を原因とする精神疾患（PTSD等）及びその合併症に対して、支援を行っている。

### 被爆者健康手帳
以前は原爆症として実際に症状がある者が認定されていたが、平成6年(1994年)に定め、施行された厚生労働省の被爆者手帳の交付要件及び原子爆弾被爆者に対する援護に関する法律にて、原爆での被爆は、大きく分けて直接被爆、間接被爆、被爆者の救護、死体処理を行い放射能の影響を受けること前3項の該当者の胎児の4種類が定められ、原爆によって死亡した者から14日後に爆心地より2km以内に1歩でも踏み入れた者及びその胎児まで幅広く被爆者と認められるようになった。原爆により発生した健康被害については原爆症として別途定めている。
直接被爆は、原子爆弾が爆発した当時に爆心地付近にいて、原子爆弾による被害を受けた場合に使われる。建物の影などにいて直接光線や熱線を浴びていなくても、放射線は建造物を通過するので、この場合も直接被爆という。一次被爆ともいう。
間接被爆は、原子爆弾の爆発後、救護などのために爆心地付近に出入りしたために、放射能を帯びた付近の土壌や、放射性降下物（黒い雨や死の灰など）によって間接的に原子爆弾の被害を受けることをいう。間接被爆は直接、爆弾による攻撃を受けたわけではないが、この場合も被爆という。二次被爆ともいう。
入市被爆は原子爆弾が投下されてから2週間以内に、救援活動、医療活動、親族探し等のために、広島市内または長崎市内（爆心地から約2kmの区域内）に立ち入った者に認定される。

## 主な被爆者（被爆の実例）
広島市と長崎市の原爆投下攻撃による被爆者
広島市と長崎市で、それぞれ数十万人が被爆。
日本人被爆者の他に、原爆投下当時、広島市と長崎市にいた連合軍捕虜、日本統治下にあった東南アジアからの留学生や技術労働者の他、朝鮮人や中国人被爆者なども存在する。
1945年8月6日の広島市、同年8月9日の長崎市、人類史上二回の原子爆弾投下であるが、そのどちらにも居合わせ、相次いで被爆した「二重被爆者」がいることが、2005年に国立広島原爆死没者追悼平和祈念館の調査で判明した。2009年3月24日、長崎市は、広島・長崎市の原子爆弾投下による二重被爆体験者である山口彊に対し、二重被爆を証明する内容を被爆者健康手帳に追加記載した。厚生労働省は実数を調べていないが、広島と長崎の各国立原爆死没者追悼平和祈念館への名前・遺影登録で、被爆地が「両市」とあるのは現在21人である（2021-02-22　現在）。
爆心地から離れた病院などで救護中に残留放射線を浴びた被爆者を「救護被爆者」と言う。また、原爆の被爆者救護などで放射線を浴びた3号被爆者の認定を巡り裁判が続いている。
長崎市に原爆が投下された時、爆心地から12キロ圏内にいたものの、国が定める地域の外だったため被爆者として認められず、「被爆者健康手帳」を交付されていない人々を「被爆体験者」という。被爆者健康手帳が交付されると、医療費や介護保険サービスの自己負担分がすべて公費で賄われる。
オーストラリア　
オーストラリア先住民が生活している地域でイギリスが核実験を行った。
南太平洋
ビキニエニウェトク環礁におけるアメリカ軍が実施した核実験による二次被爆者（詳しくは『第五福竜丸』の項目を参照のこと）。
アルジェリア
アルジェリアの砂漠にてフランスが実施した大気圏核実験の影響による被爆者。
チベット
チベット高原にて中国が実施した大気圏核実験の影響による被爆者。
東トルキスタン
新疆ウイグル自治区にて中国が実施した核実験の影響による被爆者。
カザフスタン
セミパラチンスク周辺にて旧ソ連が実施した大気圏核実験の影響による被爆者。

## 関連人物
- 佐々木禎子 ‐ 広島平和記念公園にある原爆の子の像やシアトルの平和公園に設置された銅像など、さまざまな作品のモデルとなった被爆者。
- 永井隆 (医学博士) - 自らも被爆しながらも救助活動を行い。その後も自らの体験を著した随筆や救援活動を行い被爆者支援と周知を行った。
- 吉川清 - 「原爆一号」の通称で呼ばれた）
- 伊藤明彦 - 原子爆弾被爆証言取材の第一人者）
- 仲みどり - 人類史上初めて医学的見地から原爆症と認定された患者
- 原爆乙女（英語版） - 1955年に、治療のためにアメリカに渡った25人の女性たち。アメリカでは、Hiroshima Maidens、ヒロシマ・ガールズなどと呼ばれた[36]。
- 早田一男（ドイツ語版） - ドイツで毎年講演を行っており、2001年に民間組織からアーヘン平和賞（ドイツ語版）を授与された[37]。
- 荒木武 - 広島で被爆。広島の市長となり、世界的な反核運動組織である平和首長会議を結成した。また、国連での演説などで知られる[38]。
- 近藤紘子 - 広島の被爆者。爆心地点から1.1Km地点で被爆。1955年10歳のとき、アメリカのテレビ番組「This is Your Life」 [39]に出演、そこでエノラ・ゲイの副操縦士 ロバート・A・ルイス（英語版）と対面した人[40][41]。
- 梶本淑子 - 広島の被爆者。2019年に広島県を訪れたローマ教皇へ被爆者を代表して証言を行った。
- 二川一彦 - 広島の胎内被爆者。 原爆胎内被爆者全国連絡会代表世話人。原爆の記憶のない被爆者である。

## 関連団体
- 日本原水爆被害者団体協議会（略称:日本被団協） - 被爆者による唯一の全国組織。2024年に「核兵器のない世界を実現するために努力し、核兵器が二度と使われてはならないと証言を行ってきた」としてノーベル平和賞受賞[42][43]。
- 原爆傷害調査委員会(ABCC)

療養研究
- 原爆被爆者有福温泉療養研究所
- 原子爆弾被爆者別府温泉療養研究所

## 関連作品
- この子を残して
- その夜は忘れない
- 『二重被爆』 - 二重被爆者を扱ったドキュメンタリー映画。
  - 『二重被爆～語り部・山口彊の遺言』‐ 出張先の広島と帰郷後の長崎で被爆した山口彊のドキュメンタリー映画[44]。上の作品の続編。
- 『原爆の子〜広島の少年少女のうったえ』 - 子供たちに被爆体験を作品として書いてもらい感受性の強い少年少女の精神にどのような影響を与えたかの研究資料とする計画の基に作成された。
- 『ひろしま』‐ 1953年（昭和28年）公開の日本映画。被爆者たちが出演し、急性被爆、貧困や差別などの実態が撮影された。配給会社には反米的であるとして公開を拒否され、限定的な公開であった。しかし、2010年代に入りデジタル化され、多くの国でストリーミング配信されている[45]。

出版物の検閲について
占領直後（1945年9月から1949年10月まで）、連合国軍最高司令官総司令部（GHQ）から新聞社などにプレスコードによる規則が課され、すべての出版物は民間検閲支隊にて検閲が行われた。原爆の被害者関連情報も検閲対象であった。
- 『Hiroshima』 ‐ 終戦直後にアメリカ人記者ジョン・ハーシーが広島市で被爆者へ現地取材を行い。GHQなどの検閲を潜り抜けて、1946年8月にアメリカの雑誌ザ・ニューヨーカーの全ページを使って特集されたルポルタージュ、または直後にその特集を書籍化した本。その後の核兵器の抑止に影響を与えたと評価されている[48]。ニューヨーク大学ジャーナリズム学部が招集した専門家たちが選出した『20世紀アメリカジャーナリズムのTOP100』にて第1位と評価された[49]。